# National Invitation Tournament 1997
Il National Invitation Tournament 1997 è stata la 60ª edizione del torneo. La final four è stata giocata al Madison Square Garden di New York. Ha vinto il titolo la University of Michigan, allenata da Steve Fisher. Miglior giocatore del torneo è stato eletto Robert Traylor. Il titolo di Michigan e il titolo di MVP vennero revocati perché Robert Traylor e Louis Bullock vennero dichiarati ineleggibili.
| Campione NIT 1997                        |
| ---------------------------------------- |
| Michigan Wolverines 2º titolo (revocato) |

## Squadra vincitrice
|  | Naz.                   | Ruolo | Sportivo        |  | Alt. |  |  |
|  | ---------------------- | ----- | --------------- |  | ---- |  |  |
|  | Stati Uniti (bandiera) | A     | Maceo Baston    |  | 208  |  |  |
|  | Stati Uniti (bandiera) | G     | Louis Bullock   |  | 188  |  |  |
|  | Stati Uniti (bandiera) | G     | Travis Conlan   |  |      |  |  |
|  | Stati Uniti (bandiera) | G     | Ryan Dekuiper   |  | 193  |  |  |
|  | Stati Uniti (bandiera) | G     | Nick Haratsaris |  | 180  |  |  |
|  | Stati Uniti (bandiera) | G     | Brandun Hughes  |  | 183  |  |  |
|  | Stati Uniti (bandiera) | G     | Ron Oliver      |  | 185  |  |  |
|  | Stati Uniti (bandiera) | G     | Josh Palmer     |  | 173  |  |  |
|  | Stati Uniti (bandiera) | G     | Tai Streets     |  | 193  |  |  |
|  | Stati Uniti (bandiera) | A     | Erik Szyndlar   |  | 198  |  |  |
|  | Stati Uniti (bandiera) | A     | Darius Taylor   |  | 193  |  |  |
|  | Stati Uniti (bandiera) | A     | Maurice Taylor  |  | 206  |  |  |
|  | Stati Uniti (bandiera) | C     | Robert Traylor  |  | 203  |  |  |
|  | Stati Uniti (bandiera) | C     | Peter Vignier   |  | 211  |  |  |
|  | Stati Uniti (bandiera) | A     | Jerod Ward      |  | 206  |  |  |

- Allenatore: Steve Fisher